# Miola
Miola (Miöla o La Miòla in dialetto trentino), è una frazione del comune di Baselga di Piné, in provincia di Trento, sull'Altopiano di Piné. Il nome Miola deriva da Meola o Medola, che significa metà. Un'altra ipotesi dell'etimologia, tuttavia, potrebbe risalire al tardo latino col termine madulla, ossia roccia, data l'orografia prevalentemente rocciosa sul colle dove sorge l'abitato.
Miola è la frazione più popolosa del comune di Baselga di Piné (la frazione di Baselga è al secondo posto).

## Storia

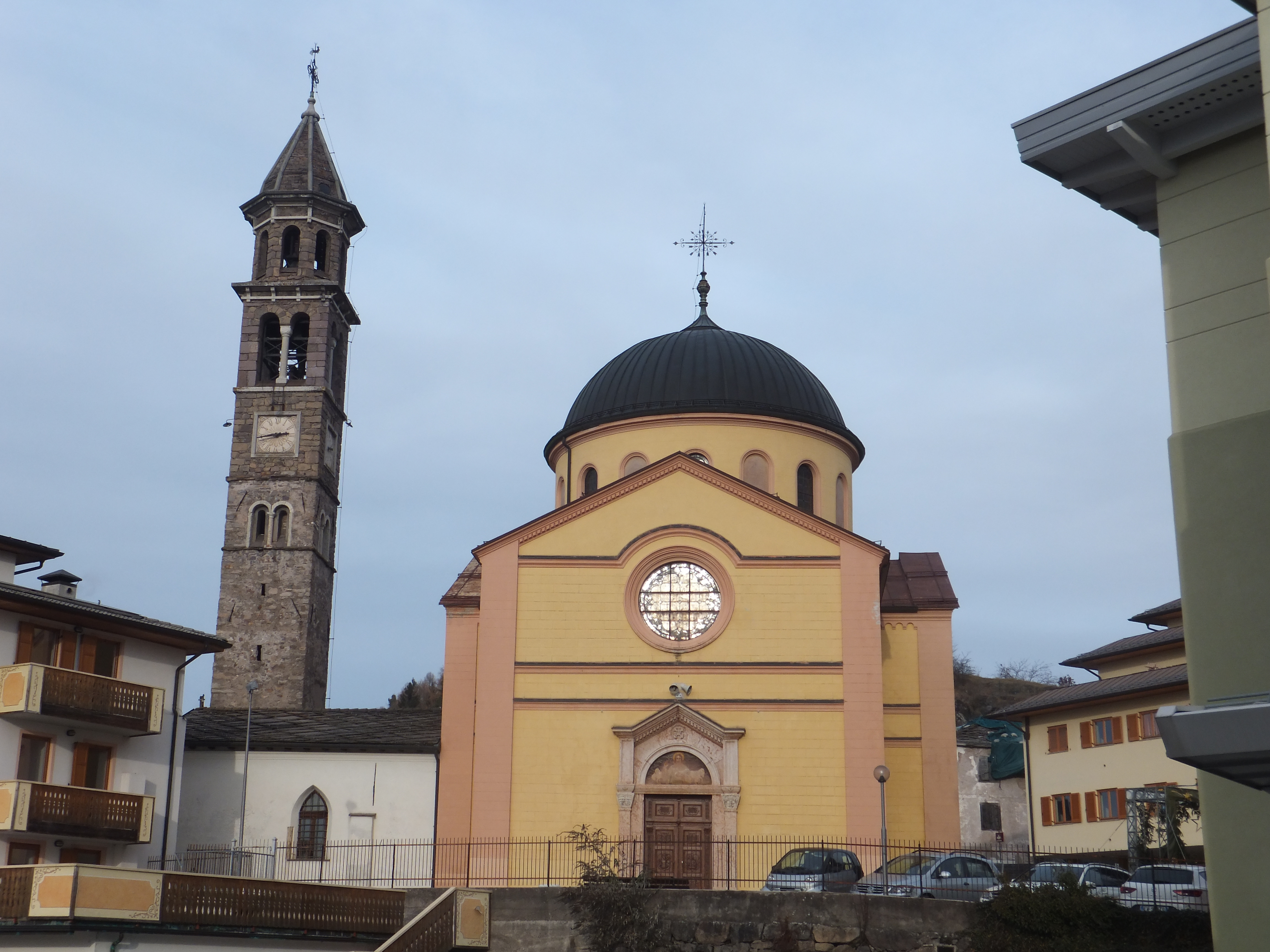
Chiesa di San Rocco.

La prima traccia storica dell'abitato risale a cavallo tra l'alto ed il basso medioevo, nel primo periodo dopo l'anno 1000: il castel de La Mot, costruito in posizione strategica sulla cima dell'omonimo dosso, dominava il villaggio. Secondo la leggenda, il castello venne distrutto da un incendio provocato dalla ribellione degli abitanti locali, oppressi dalla tirannia del Signore Jacopino. Della struttura, oggi, restano solo alcuni ruderi.
La chiesa di San Rocco, edificio che comprende parte dell'antica chiesa precedente, fu costruita nei primi del '900 e benedetta nel 1914. L'ala laterale della Chiesa, adibita oggi a sacrestia, fu consacrata dal cattolico svedese e arcivescovo di Uppsala Olao Magno nel 1546, negli anni della sua presenza al Concilio di Trento.
Dalla dissoluzione della Magnifica Comunità Pinetana (1875) al 1928, Miola costituiva un comune separato da Baselga, formato dalle frazioni di Miola capoluogo, Faida, Vigo e Montagnaga.

### La bonifica del Palù di Miola: dal piccolo lago alla conca prativa che ora ospita lo stadio del Ghiaccio
Fino all'ultima metà del XIX secolo, in località "Palustella" (o "Palù de Miola"), esattamente nella zona in cui ora sorge lo stadio del ghiaccio, risiedeva un piccolo lago palustre (presente anche nelle antiche cartografie asburgiche e napoleoniche realizzate a cavallo tra il XVIII e il XIX secolo).
Questo stagno, tramite il "Rio de Grauno", suo emissario (presente ancora ma quasi totalmente interrato e intubato), immetteva le proprie acque nel vicino lago della Serraia. 
Vari geologi locali ipotizzano che prima della glaciazione il lago della Serraia fosse molto più alto e coprisse interamente l'ex laghetto torboso di Miola e non solo: in seguito al ritiro dei ghiacciai ci fu però, probabilmente tramite tramite processi erosivi probabilmente durati secoli o millenni, lo spostamento dell'emissario del "grande lago antico" della Serraia da quello che è l'attuale Rio Negro a quello che è l'attuale Rio Silla. 
Il nuovo tratto del Rio Silla nel nuovo solco di collegamento con la Valle di Fornace (dove ora sorgono le frazioni di Tressilla e San Mauro di Piné) collegò l'acque in uscita dal lago della Serraia con la valle di Fornace: questo corrisponde alla situazione attuale, che si contrappone a quella antica in cui il lago della Serraia (che arrivava fino al limite sud della conca dello stadio), immetteva le proprie acque nel Rio Negro. L'attuale Rio Negro, nasce proprio subito a sud del displuvio della morena che delimita a sud la conca della Palustella (dove sorgeva il lago di Miola).
Il laghetto di Miola, venne però bonificato a cavallo di Ottocento e Novecento con l'estrazione torba che vi si trovava all'interno.
Durante il Novecento, in seguito alla bonifica, l'area - costituita da vari terreni divenuti privati - rimase prevalentemente paludosa e fu in seguito anche utilizzata come discarica fin verso gli anni '70.
Proprio in questo periodo, con l'acquisizione dei terreni prima da parte dell'ASUC di Miola e in seguito del Comune di Baselga di Piné e in seguito ai primi utilizzi dell'area come pista di pattinaggio in inverno, nacque il progetto di realizzazione di quello che ora è l'Ice Rink Piné (inaugurato nel 1984 in seguito ad ulteriore bonifica e stabilizzazione del terreno della zona).
La zona veniva già adibita a pista di pattinaggio dagli anni 70 mentre prima la pista di pattinaggio veniva allestita sul vicino lago della Serraia ghiacciato ogni inverno.
Attualmente, poco a nordovest dello stadio, presso terreni privati, resiste circa mezzo ettaro scarso di canneto e bosco umido (quasi totalmente sradicato dalla tempesta Vaia), dove si trovano ancora piccole pozze acquose residue dell'antico lago e palude bonificato: qui viene captata attualmente l'acqua che va a formare (tramite percorso intubato) il "Rio di Grauno", un tempo emissario a cielo aperto del laghetto di Miola

## Sport
Nel 1984 sono iniziati i lavori per la costruzione dello stadio Olimpico del ghiaccio (Ice Rink Pinè), un anello per il pattinaggio di velocità con uno sviluppo lineare complessivo di 400 metri, che ha di frequente ospitato gare di dimensioni europee e mondiali. A fianco dell'anello, sorge anche un palazzetto del ghiaccio coperto per lo short track, il pattinaggio artistico, l'hockey su ghiaccio, il curling e il broomball. L'intero centro sportivo ha formato diversi campioni di pattinaggio velocità originari di Piné: l'ex medaglia d'oro di Torino 2006 Matteo Anesi, l'ex campione del mondo Roberto Sighel, oltre agli atleti olimpici Ermanno Ioriatti e Andrea Giovannini. Ancora, all'esterno della struttura uno spazio è adibito ad un importante centro di allenamento per il tiro con l'arco, capace di lanciare nel tempo l'atleta olimpica Jessica Tomasi.

## Festività ed eventi
- Il 16 agosto si festeggia il santo patrono del paese san Rocco, con la tradizionale sagra presso lo stadio del ghiaccio e la processione lungo le vie del paese. A san Rocco è dedicata la chiesa parrocchiale del paese.
- Nel periodo natalizio, Miola si trasforma nel "Paes dei Presepi". I presepi vengono costruiti tradizionalmente lungo le vie del paese, nei portici, nelle finestrelle da parte delle famiglie di Miola. In un portico di piazza San Rocco, è visitabile il presepe mobile della famiglia Anesin; in questa piazza è presente anche un mercatino di prodotti tipici trentini e vengono organizzati alcuni concerti natalizi.

## Località
Il territorio della frazione di Miola comprende alcune località minori:
- Fovi (o Fovo Basso): è posta ai piedi del Dosso di Costalta
- Poggio dei Pini: una suggestiva zona verde in cui ci sono delle villette sparse
- Fiorè (1120 m): è un piccolo nucleo abitato immerso nei boschi della parte sud-occidentale del dosso di Costalta
- Dosso di Miola (1075 m): collina boscosa posta a metà strada fra Baselga e Miola
- Meie (o Meje): Area verde bonificata, ai piedi del doss de la Mot, pianeggiante, alta circa 950 metri, in cui ci sono alcune stalle e pascoli; è inoltre presente il centro di raccolta differenziata.